# 美杉町下之川
美杉町下之川（みすぎちょうしものがわ）は、三重県津市の町丁。本項ではかつて同区域に存在した一志郡下之川村（しものがわむら）についても記す。

## 地理
津市の南西部、旧・美杉村の北西部、八手俣川の中流域にあたる。北東で一志町波瀬、北西で美杉町八手俣・美杉町竹原・美杉町八知、南西で美杉町下多気、南東で松阪市嬉野上小川町・嬉野小原町に接する。八手俣川に並行して三重県道29号松阪青山線が北西から南東に、三重県道43号一志美杉線が北東から南西にそれぞれ通過する（両県道には区域内に重複区間が存在）。北東に矢頭山、南東に髯山、南端に雨乞山がそびえる。

### 山岳
- 矢頭山
- 髯山
- 雨乞山

### 河川
- 八手俣川

## 歴史
- 幕末時点では一志郡下ノ川村であった。「旧高旧領取調帳」の記載によると津藩領。
- 明治4年7月14日（1871年8月29日） - 廃藩置県により津県の管轄となる。
- 明治4年11月22日（1872年1月2日） - 第1次府県統合により安濃津県の管轄となる。
- 明治5年3月17日（1872年4月24日） - 安濃津県が改称して三重県となる。
- 1889年（明治22年）4月1日 - 町村制の施行により、近世以来の下之川村が単独で自治体を形成。
- 1955年（昭和30年）3月15日 - 下之川村が竹原村・八知村・太郎生村・伊勢地村・八幡村・多気村と合併して美杉村が発足。同町大字下之川となる。
- 2006年（平成18年）1月1日 - 美杉村が津市・久居市・安芸郡河芸町・芸濃町・美里村・安濃町・一志郡香良洲町・一志町・白山町と合併し、改めて津市が発足、同市美杉町下之川となる。

### 村長
- 小野耕一郎

## 世帯数と人口
2019年（令和元年）6月30日現在の世帯数と人口は以下の通りである。
| 町丁         | 世帯数  | 人口  |
| ------------ | ------- | ----- |
| 美杉町下之川 | 235世帯 | 403人 |

### 人口の変遷
国勢調査による人口の推移
| 2010年（平成22年） | 529人 | [ 5 ] |  |
| 2015年（平成27年） | 434人 | [ 6 ] |  |

### 世帯数の変遷
国勢調査による世帯数の推移
| 2010年（平成22年） | 243世帯 | [ 5 ] |  |
| 2015年（平成27年） | 217世帯 | [ 6 ] |  |

## 学区
市立小・中学校に通う場合、学区は以下の通りとなる。
| 番・番地等 | 小学校           | 中学校           |
| ---------- | ---------------- | ---------------- |
| 全域       | 津市立美杉小学校 | 津市立美杉中学校 |

## 交通

### バス
津市コミュニティバス
- 丹生俣ルート
  - 丹生俣 - 上多気交差点 - 下之川出張所前 - 伊勢竹原駅前 - 一志病院 - 家城駅前 - マックスバリュ（川口店）

### 道路
- 三重県道29号松阪青山線
- 三重県道43号一志美杉線

## 施設
- 津市美杉下之川体育館
- JAみえなか下之川
- 仲山神社
- 光福寺
- 大敬寺
- 真福寺
- 西念寺
- 飯泉寺
- 敬運寺
- 西迎寺
- 極楽寺

## その他

### 日本郵便
- 郵便番号 : 515-3203[3]（集配局：美杉郵便局[8]）。